# جينفييف أكلوكو
جينيفيف أكلوك (ليوبولدين مارسيل جينيفيف أكلوك) (5 مايو 1884 - 28 أغسطس 1967)، مؤرخة فرنسية. 

## سيرة
ولدت جينيفيف أكلوك في 5 مايو 1884 في ليون. وفي عام 1906، أصبحت أول امرأة يتم قبولها في المدرسة الوطنية للشارتس. وتخرجت في عام 1910.[1]
في عام 1917 نشرت "دراسة تاريخية عن الحرف في شارتر".[1] سمح مرسوم صناع الصوف في شارتر للنساء بالمشاركة في التجارة.[2] وفقًا لأكلوكو، كان العمال الذكور هم من يقومون بالمراحل المبكرة من إنتاج الصوف، بينما كانت النساء يقومون بالغزل باستخدام المغازل. كانت هناك أيضًا ممارسة يمكن من خلالها لصناع الصوف الرئيسيين في شارتر تعليم ورثتهم، من الذكور أو الإناث، ليحلوا محلهم كأستاذين في التجارة.[3][2]
كشفت دراساتها أيضًا عن وجود روابط بين ممارسات التجارة وبعض الطقوس الدينية.[1] وعلاوة على ذلك، تزعم منشوراتها أنه من أجل تجنب حتى الضريبة المخفضة، كان أصحاب الحانة يبيعون نبيذهم في صحن شارتر.[2]
كانت متزوجة من المؤرخ جوزيف دي كروي . توفيت في 28 أغسطس 1967 في سان أنطوان دو روشيه . 

## المنشورات
- دراسات حول التجارة والصناعة في الرسوم البيانية منذ الحادي عشر والقرن حتى نهاية وزارة كولبير : هذه، أبفيل، الطبعة F. بايلر 1910.
- الشركات والصناعة والتجارة في شارتر الحادي عشر وقرن الثورة ، باريس : طبعات بيكارد، 1917، تحرير بواسطة ب. فرانكلين، نيويورك 1967.
- أندريه أرنو أكلوك ، القائد العام للحرس الوطني الباريسي، 1748-1802 : مدافع عن الملك ، باريس : أ. وج. بيكارد، 1947.
- حلقة من الصحافة السرية في زمن مدام دي بومبادور ، باريس كلافريويل، 1963.